# كورنيليوس س. بيكمان
كورنيليوس س. بيكمان (بالإنجليزية: Cornelius C. Beekman)‏ هو مصرفي أمريكي، ولد في 27 يناير 1828 في داندي في الولايات المتحدة، وتوفي في 22 فبراير 1915 في جاكسونفيل في الولايات المتحدة.